# Elezioni parlamentari nelle Isole Åland del 1987
Le elezioni parlamentari nelle Isole Åland del 1987 si tennero il 16 ottobre.

## Risultati
| Liste                         | Voti   | % | Seggi |
| ----------------------------- | ------ | - | ----- |
| Centro delle Åland            | 3.063  |   | 9     |
| Liberali delle Åland          | 2.530  |   | 8     |
| Moderati delle Åland          | 1.839  |   | 5     |
| Socialdemocratici delle Åland | 1.489  |   | 4     |
| Verdi delle Åland             | 709    |   | 2     |
| Libertà per Åland             | 280    |   | -     |
| Totale                        | 10.397 |   | 30    |